# Tapinoma demissum
Tapinoma demissum este o specie de furnici din genul Tapinoma. Descrisă de Bolton în 1995, specia este endemică în Tanzania și în Zimbabwe